# شبيبة الأبيار
شبيبة الأبيار أو الشبيبة الرياضية للأبيار بالإنجليزية شبيبة الأبيار هو نادي رياضي جزائري ينتسب إلى مدينة الأبيار التي تقع بالجزائر العاصمة تأسس سنة 1944.

## أشهر اللاعبون
- جمال عماني
- زبير باشي
- رابح سعدان
- عبد الرحمان سوخان